# Kangbao
Der Kreis Kangbao (chinesisch 康保县, Pinyin Kāngbǎo Xiàn) ist ein Kreis der bezirksfreien Stadt Zhangjiakou in der chinesischen Provinz Hebei. Er hat eine Fläche von  3.364 km² und zählt 204.975 Einwohner (Stand: Zensus 2010). Sein Hauptort ist die Großgemeinde Kangbao (康保镇).